# Victory SC (Haiti)
Victory SC ist ein haitianischer Fußballverein aus Jacmel.

## Geschichte
Gegründet wurde Victory SC am 7. März 1947 in Jacmel. In der Saison 2010/11 konnte der Verein erstmals die Meisterschaft der Ligue Haïtienne feiern, zudem wurde man 1954, 1962 und 2010 Pokalsieger.

## Erfolge
- Ligue Haïtienne: 1

Saison 2010/11
- Coupe d’Haïti: 2

1954, 1962, 2010

## Performance in CONCACAF-Wettbewerben
- CONCACAF Champions’ Cup: Eine Teilnahme

1984 – Finalrunde (Karibien) – 3. Platz – Ein Punkt

## Aktueller Kader
| Nr. |       | Position | Name                  |
| --- | ----- | -------- | --------------------- |
| 1   | Haiti | TW       | Fortune Bekenson      |
| 2   | Haiti | AB       | Parnel Guerrier       |
| 3   | Haiti | AB       | Fritz Milien          |
| 4   | Haiti |          | Clervilus Evens       |
| 5   | Haiti |          | Jn François Kismy     |
| 6   | Haiti | AB       | Jean Fritz St Germain |
| 7   | Haiti | MF       | Clifford Merilus      |
| 8   | Haiti | ST       | Ricardo Charles       |
| 9   | Haiti |          | Brunache Wilfrid      |
| 10  | Haiti | ST       | Gaspard Jean Baptiste |
| 11  | Haiti |          | Simson Zamor          |
| 12  | Haiti |          | Rodlin Vincent        |

| Nr. |       | Position | Name                    |
| --- | ----- | -------- | ----------------------- |
| 13  | Haiti | MF       | Georges Michel Chéry    |
| 14  | Haiti | ST       | Philippe Toussaint Jr   |
| 15  | Haiti |          | Chérisier Robert        |
| 16  | Haiti |          | Pierre Junior           |
| 17  | Haiti |          | Saint Preux Leonel      |
| 18  | Haiti |          | Beauvais Henderson Tcha |
| 19  | Haiti |          | Louis Jn Loris          |
| 20  | Haiti | MF       | Samuel Alté Jacques     |
| 21  | Haiti | TW       | Valcine Jn Benson       |
| 22  | Haiti |          | Guillaume Stephane      |
| 23  | Haiti |          | Dacius Gilles           |

## Bekannte Spieler
- Henri Françillon
- Léonel Saint-Preux